# توماس باروني
توماس باروني (بالإسبانية: Tomás Baroni)‏ هو لاعب كرة قدم أرجنتيني في مركز الدفاع، ولد في 25 مايو 1995 في San Justo, Santa Fe ‏ في الأرجنتين. لعب مع أتليتيكو رافائيلا.

## وصلات خارجية
- توماس باروني على موقع قاعدة بيانات كرة القدم.إي يو (الإنجليزية)
- توماس باروني على موقع Soccerway.com (الإنجليزية)